# ACR-1000
ACR-1000 (Advanced CANDU reactor, ACR, усовершенствованный реактор CANDU) — ядерный реактор поколения III+, разработанный Atomic Energy of Canada Limited (AECL). Он сочетает в себе характеристики существующих реакторов с тяжелой водой под давлением (PHWR) CANDU и водо-водяных реакторов (PWR). От CANDU используется тяжеловодный замедлитель, который придает конструкции улучшенную нейтронную эффективность и позволяет использовать различные виды топлива. Он заменяет контур охлаждения тяжелой воды на контур, содержащий обычную легкую воду, что снижает стоимость системы охлаждения. Мощность реактора составляет 1200 МВт.
ACR-1000 разрабатывался как более дешевый вариант по сравнению с базовой версией CANDU 9. ACR немного больше по размерам, но дешевле в сборке и эксплуатации. Недостатком является отсутствие гибкости в использовании топлива, которую предлагала первоначальная конструкция CANDU, в частности, он не может больше работать на природном (необогащенном) уране. Этот недостаток считается малозначимым, учитывая низкую стоимость услуг по обогащению и топлива в целом.
Компания AECL проводила маркетинг ACR-1000 по всему миру, но не выиграла ни одного конкурса. Последнее серьезное предложение касалось двухреакторного расширения АЭС Дарлингтон, но этот проект был отменен в 2009 году, когда его цена поднялась втрое по сравнению с запланированной правительством суммой. При отсутствии других перспектив продаж в 2011 году подразделение по проектированию реакторов AECL было продано компании SNC-Lavalin для обслуживания существующего парка CANDU. Разработка ACR закончилась.

## Проектирование

### CANDU
В первоначальной конструкции CANDU тяжелая вода использовалась и как замедлитель нейтронов, и как теплоноситель для первого контура охлаждения. Считалось, что такая конструкция приведет к снижению общих эксплуатационных расходов из-за ее способности использовать природный уран в качестве топлива, устраняя необходимость в обогащении. В то время считалось, что к 1980-м годам в эксплуатации будут сотни, а возможно, и тысячи ядерных реакторов, и в этом случае стоимость обогащения станет значительной.
Кроме того, в конструкции использовались секции как под давлением, так и без давления (известные как «каландрия»), которыя, как предполагалось, значительно снизят затраты на строительство. В отличие от типичных легководных конструкций, CANDU не требовал единого большого объёма высокого давления, который был одной из наиболее сложных частей других конструкций. Эта конструкция также позволяла заправлять реактор во время работы, улучшая коэффициент мощности, ключевой показатель общей производительности.
Однако использование природного урана также означало, что активная зона была намного менее плотной по сравнению с другими конструкциями и в целом была намного больше. Ожидалось, что эти дополнительные расходы будут компенсированы более низкими капитальными затратами по другим статьям, а также более низкими эксплуатационными расходами. Ключевым компромиссом была стоимость топлива в условиях, когда обогащенный уран был ограниченным и дорогим, и ожидалось, что его цена значительно вырастет к 1980-м годам.
На практике эти ожидания не оправдались. Количество реакторов остановилось на отметке 200 единиц по всему миру вместо ожидаемых тысяч, затраты на топливо оставались неизменными, поскольку расширились мощности по обогащению урана. Это поставило CANDU в невыгодное положение: его основным преимуществом было  отсутствие необходимости в обогащении и снижение риска распространения ядерного оружия.

### ACR
ACR решает проблему высоких капитальных затрат на строительство CANDU, прежде всего, за счет использования топлива из низкообогащенного урана (НОУ). Это позволяет построить более компактную активную зону реактора, примерно вдвое меньше по объёму, чем у CANDU той же мощности. Кроме того, он заменяет тяжеловодный теплоноситель в секции высокого давления на обычную «легкую» воду. Это значительно снижает необходимое количество тяжелой воды и стоимость теплоносителя первого контура. Тяжелая вода остается в секции низкого давления, где она практически статична и используется только в качестве замедлителя.
Устройства безопасности и регулирования реактивности расположены внутри замедлителя низкого давления. ACR также демонстрирует некоторые черты реакторов CANDU, включая дозаправку топливом CANFLEX без пркращения работы; длительное время жизни мгновенных нейтронов; малую реактивность; две быстрые независимые системы аварийного отключения; и систему аварийного охлаждения активной зоны.
Топливный стержено представляет собой вариант 43-элементной конструкции CANFLEX (CANFLEX-ACR). Использование НОУ-топлива с центральным элементом, поглощающим нейтроны, позволяет снизить коэффициент реактивности пустот теплоносителя до номинально небольшого отрицательного значения. Это также приводит к более высокому выгоранию по сравнению с традиционными конструкциями CANDU.

## Системы безопасности
Конструкция ACR-1000 в настоящее время требует множества систем безопасности, большинство из которых являются эволюционными производными систем, используемых в конструкции реактора CANDU 6. Каждый ACR требует, чтобы системы аварийной остановки SDS1 и SDS2 были подключены к сети и были полностью готовы к работе, прежде чем реактор сможет функционировать на любом уровне мощности.
Система аварийного останова 1 (Safety Shutdown System 1, SDS1) предназначена для быстрого и автоматического прекращения работы реактора. Нейтронопоглощающие стержни (управляющие стержни, которые останавливают ядерную цепную реакцию) находятся в изолированных каналах, расположенных непосредственно над корпусом реактора, и управляются с помощью трехканальной логической схемы. Когда активируются любые 2 из 3 цепей (из-за определения необходимости аварийного отключения реактора), управляемые постоянным током муфты, которые удерживают каждый управляющий стержень в положении хранения, обесточиваются. В результате каждый регулирующий стержень опускается, и тепловая мощность реактора снижается на 90% в течение 2 секунд.
Система аварийного останова 2 (Safety Shutdown System 2, SDS2) также предназначена для быстрого и автоматического прекращения работы реактора. Раствор нитрата гадолиния Gd(NO3)3, обладающий свойством активно поглощать нейтроны, находится внутри каналов, снабжённых горизонтальными соплами. Каждое сопло имеет клапан с электронным управлением трехканальной логической схемой. Когда активируются любые 2 из 3 схем (из-за определения необходимости аварийного отключения реактора), клапан открывается, раствор Gd(NO3)3 впрыскивается через форсунки и смешивается тяжёлой водой, выполняющей роль замедлителя. В результате тепловая мощность реактора снижается на 90% за 2 секунды.
Резервная система водоснабжения (Reserve water system, RWS) состоит из резервуара для воды, расположенного на большой высоте в здании реактора. Он обеспечивает реактор ACR водой для использования в системе охлаждениив случае возникновения аварии с потерей теплоносителя (LOCA). RWS также может аварийно самотёком подавать воду в парогенераторы, систему замедления, систему охлаждения щита или систему теплопередачи любого ACR.
Система аварийного электроснабжения (Emergency power supply system, EPS) предназначена для обеспечения каждого блока ACR электроэнергией, необходимой для выполнения всех функций безопасности как в рабочих, так и в аварийных условиях. Он содержит сейсмически устойчивые резервированные резервные генераторы, батареи и распределительное устройство.
Система охлаждающей воды (Cooling water system, CWS) обеспечивает все необходимые запасы лёгкой воды (H2O) для выполнения функций, связанных с системой безопасности, как в рабочих, так и в аварийных условиях. Все части системы, связанные с безопасностью, имеют сейсмическую устойчивость и резервирование. 

## Эксплуатационные расходы
Планируемый коэффициент использования мощности ACR в течение всего срока службы превышает 93%. Этот показатель складывается из ежегодных 21-дневных плановых отключений и вероятных вынужденных отключений, составляющих 1,5% рабочего времени. Разделение квадрантов обеспечивает гибкость для оперативного обслуживания и управления отключениями. Высокая степень автоматизации тестирования систем безопасности также снижает затраты.

## Перспективы
В 2007 году компания «Брюс Пауэр» рассмотривала вопрос о развертывании ACR в Западной Канаде как для выработки электроэнергии, так и для производства пара, который будет использоваться при переработке нефтеносных песков. В 2011 году «Брюс Пауэр» решила свернуть этот проект.
В 2008 году провинция Нью-Брансуик приняла решение о проведении технико-экономического обоснования для установки ACR-1000 с электрической мощностью 1085 МВт на АЭС Пойнт-Лепро. Команда CANDU, состоящая из AECL, GE Canada, Hitachi Canada, Babcock & Wilcox Canada и SNC-Lavalin Nuclear внесла официальное предложение, однако в 2010 году был принят альтернативный проект французской компании Areva, который также не был реализован.
AECL продвигала ACR-1000 в рамках британского проекта Generic Design Process, но в апреле 2008 года свернула работы в этом направлении. Генеральный директор Хью Макдиармид заявил: «Мы твердо убеждены в том, что лучшая стратегия для обеспечения успеха ACR-1000 на мировом рынке — это сосредоточиться в первую очередь на установке его здесь, у себя дома».
Двухреакторная установка ACR-1000 была предложена провинции Онтарио для расширения АЭС Darlington B. AECL оказалась единственной компанией, участвующей в тендере. Условия тендера требовали учёта всех непредвиденных обстоятельств, связанных с перерасходом времени и бюджета, в результате смета составила $26 млрд при мощности 2400 МВт, или $10,8 за ватт. Это было в три раза больше, чем ожидалось, и было названо «шокирующе высоким». Поскольку это была единственная заявка, Министерство энергетики провинции Онтарио решило в 2009 году отменить проект расширения станции.
В 2011 году, когда не осталось никаких перспектив продаж, канадское правительство продало реакторное подразделение AECL компании SNC-Lavalin. В 2014 году SNC объявила о партнерстве с Китайской национальной ядерной корпорацией (CNNC) для поддержки продаж и строительства существующих конструкций CANDU. Среди них - план Китая по использованию своих двух реакторов CANDU-6 в схеме рециркуляции под названием Advanced Fuel CANDU Reactor (AFCR).

## Внешние ссылки
- Канадская комиссия по ядерной безопасности
- Канадское ядерное общество Архивная копия от 14 августа 2021 на Wayback Machine
- Канадская ядерная ассоциация Архивная копия от 2 марта 2009 на Wayback Machine